# (1657) Roemera
(1657) Roemera es un asteroide que forma parte del cinturón de asteroides y fue descubierto el 6 de marzo de 1961 por Paul Wild desde el observatorio de Berna-Zimmerwald, Suiza.

## Designación y nombre
Roemera se designó al principio como 1961 EA.
Posteriormente fue nombrado en honor de la astrónoma estadounidense Elizabeth Roemer.

## Características orbitales
Roemera orbita a una distancia media de 2,349 ua del Sol, pudiendo alejarse hasta 2,904 ua y acercarse hasta 1,793 ua. Tiene una excentricidad de 0,2365 y una inclinación orbital de 23,38°. Emplea en completar una órbita alrededor del Sol 1315 días.